# Софийска епархия
 Тази статия е за православната епархия.  За източнокатолическата вижте Софийска епархия (източнокатолическа).  За римокатолическата вижте Софийско-пловдивска епархия.
Софийската епархия на Българската православна църква е със седалище в град София и архиерейски наместничества в Самоков, Ихтиман, Дупница, Радомир, Кюстендил, Трън и Годеч.

## История

### Античност
Благодарение на благоприятното си географско положение София (Сердика, Средец) става известен християнски център още от началото на IV век. През 343 година тук е свикан Сердикийският събор, който се проваля в основните си цели, но демонстрира авторитета на Сердикийската епископия.
При разделянето на Римската империя през 395 година Сердика е в границите на Източната Римска империя, но в църковно отношение остава подчинена на римския папа чрез епископа на Солун, който през 415 година получава титлата „викарий на апостолическия престол“ с юрисдикция над източните епархии на Илирик. През следващите десетилетия авторитетът на солунския епископ отслабва, като папите често пряко ръководят местните епархии. През 535 година император Юстиниан I основава епархията на Юстиниана Прима, чийто епископ малко по-късно става викарий на апостолическия престол, като Сердикийската епархия преминава под негова юрисдикция. Тази промяна изглежда предизвиква съпротивата на сердикийските епископи, чието водещо положение сред епархиите на Средиземна Дакия е отнето в полза на Юстиниана Прима.

### Средновековие
Около 733 година, в резултат на острия конфликт между Лъв III и римските папи, заради поддържаното от императора иконоборство, източноилирийските епархии, сред които е и Сердикийската, преминават под ръководството на константинополските патриарси, като римските папи в продължение на столетия претендират, че те трябва да им бъдат върнати. В началото на IX век Сердика е завладяна от България и съвременните изследователи предполагат, че след създаването на самостоятелна Българска църква градът е център на една от епархиите му, макар че в няколкото първични източника, изброяващи българските епархии, той не е споменат. След завладяването на североизточна България от Империята през 971 година, пребиваващият дотогава в Дръстър патриарх Дамян се установява за известно време в Средец. През следващите години Средецката епархия е подчинена на патриаршията в Преспа.
След падането на Първото българско царство през 1018 година Средецката епархия е включена в новосъздадената Охридска архиепископия. Предполага се, че след завладяването на Средец от Второто българско царство през 1195 година епархията преминава от Охридската към Търновската архиепископия, но преки сведения за нея в следващите десетилетия напълно отсъстват. Тя не е спомената в документите, свързани с унията на цар Калоян от 1204 година, което е причина за разнопосочни тълкувания – според някои автори епархията отхвърля унията, според други тя не се споменава, тъй като е подчинена на Велбъждкия митрополит, а Петър Мутафчиев дори допуска, че тя е временно закрита. Епархията се появява отново в източници от XIV век, когато има статут на митрополия и са известни имената на няколко митрополити.
Веднага след превземането на Средец от османците през 1385 година неговата епархия е подчинена на видинския митрополит, който по това време е под юрисдикцията на константинополския патриарх.

### Ново време
От един ферман от 1728 година, издаден след оплакване на митрополит Анастасий Софийски става ясно, че османските служители често искали подкупи от митрополията – кафе, захар, пари и други дарове.

## Епископи
Сердикийски епископи на Вселенската патриаршия
- Климент (I в.), ученик на св. апостол Павел (Посл. до филипяните 4:3)[15]
- Свети Терапонтий (III в.)[16]
- Протоген (316 – 351)[17]
- Бонос (Боноз, Боносий, последната четвърт на IV век)[18]
- Юлий (споменат през 424 и 431 г.)[19]
- Зосим (споменат през 458 г.)[20]
- Домнион (споменат през 515 г.)[21]
- Василиск (споменат през 551 г.)[22]
- Тевпрепий (VI век)[23]
- Леонтий (споменат около 580 г.)[24]
- Феликс (споменат през 594 г.)[25]

Софийски митрополити на Вселенската патриаршия
- Димитър (печат от ок. 1000 г.)[26]
- Михаил (споменат ок. 1070 – 1080 г.)[27]
- Никита (печат от ок. 1100 г.)[28]
- Йоан (споменат в 1329 г.)[29]
- Леонтий (споменат в 1360 г.)[30]
- местоблюстител Даниил Видински[31]
- Силоаний (1455 – 1469)[32]
- Силвестър (споменат в 1469 г.)[33]

| Име         | Име        | Управление                                                         | Забележка                                            | Години            |
| ----------- | ---------- | ------------------------------------------------------------------ | ---------------------------------------------------- | ----------------- |
| Калист      | Κάλλιστος  | споменат през май 1484                                             |                                                      |                   |
| Калевит     | Καλεβίτης  | споменат в 1493 и 1497 †                                           |                                                      | ? - 1503          |
| Панкратий   | Παγκράτιος | споменат през февруари 1515                                        |                                                      |                   |
| Йеремия     | Ἰερεμίας   | споменат в 1513 - 31 декември 1522                                 | във вселенски п.                                     | ? - 1546          |
| Нифонт Грък | Νήφων      | споменат през юли 1528 и през февруари 1534 г.                     |                                                      |                   |
| Панкратий   | Παγκράτιος | споменат на 16 май 1534                                            |                                                      |                   |
| Яков        | Ιάκωβος    | споменат на 17 август 1555                                         |                                                      |                   |
| Диомидий    | Διομήδης   | споменат в 1564 и 1565                                             |                                                      |                   |
| Партений    | Παρθένιος  | споменат през март 1579, януари 1580 и в 1586                      |                                                      |                   |
| Григорий    | Γρηγόριος  | споменат през април 1580 и на 6 януари 1587, починал в 1601        |                                                      |                   |
| Йоасаф      | Ιωάσαφ     | избран през юни 1601, но отказва да поеме епархията                |                                                      |                   |
| Неофит      | Νεόφυτος   | избран на 18 март 1603                                             |                                                      |                   |
| Йеремия     | Ιερεμίας   | споменат в 1614, 1618, отстранен през 1628                         |                                                      |                   |
| Мелетий     | Μελέτιος   | избран на 23 юни 1628, отстранен през февруари 1631                | в охридски а.                                        |                   |
| Игнатий     | Ιγνάτιος   | избран през май 1631, временно отстранен през 1639, починал в 1650 |                                                      |                   |
| Йезекиил    | Ιεζεκιήλ   | избран на 30 ноември 1639 – 1645                                   |                                                      |                   |
| Николай     | Νικόλαος   | 1647 – 1650                                                        | местоблюстител                                       |                   |
| Даниил      | Δανιήλ     | 1650 – 1670                                                        | подал оставка                                        |                   |
| Мелетий     | Μελέτιος   | в 1670 получил ферман                                              |                                                      | ? - 1697          |
| Авксентий   | Αυξέντιος  | 1674 – 1676                                                        |                                                      |                   |
| Даниил      | Δανιήλ     | май 1676 – 1678                                                    | отстранен                                            |                   |
| Авксентий   | Αυξέντιος  | 1678 – 1680                                                        | отстранен                                            |                   |
| Кирил       | Κύριλλος   | избран на 28 юли 1680                                              | от пловдивски м.                                     |                   |
| Теоклит     | Θεόκλητος  | в 1682 и в 1692                                                    |                                                      |                   |
| Григорий    | Γρηγόριος  | в 1694 и в 1700 – 1701                                             | подал оставка                                        |                   |
| Анастасий   | Αναστάσιος | 23 май 1701 – 1743 †                                               |                                                      |                   |
| Антим       | Άνθιμος    | май 1743 – 1754                                                    | подал оставка                                        |                   |
| Йеремия     | Ιερεμίας   | 14 април 1754 – 1783 †                                             |                                                      |                   |
| Йероним     | Ιερώνυμος  | 1783                                                               |                                                      |                   |
| Теофан      | Θεοφάνης   | септември 1783 – 26 октомври 1822 †                                |                                                      | ? – 1822          |
| Йоаким      | Ιωακείμ    | 22 ноември 1822 – 1830                                             | от фанарски и ферсалски м., в янински м.             | ? – 1845          |
| Паисий      | Παΐσιος    | септември 1830 – 1 април 1837                                      | от еритрейски е., в смирненски м.                    | 1778 – 1877       |
| Мелетий     | Μελέτιος   | 10 април 1837 – януари 1847                                        | по-рано лариски м., по-късно димотишки м.            | 1778 – 1860       |
| Паисий      | Παΐσιος    | 7 октомври 1847 – 14 юли 1853                                      | от смирненски м., в ефески м.                        | 1778 – 1877       |
| Гедеон      | Γεδεών     | 14 юли 1853 – 19 април 1861                                        | от мраморноостровен м., мраморноостровен             | ? – 1877          |
| Доротей     |            | 19 април 1861 – октомври 1872                                      | от нишавски м., в скопски м. на Българската екзархия | около 1830 – 1875 |
| Антим       | Άνθιμος    | 27 ноември 1872 – 22 декември 1873                                 | по-рано велешки м., в дабробосненски м.              | 1812 – 1884       |

Софийски митрополити на Българската екзархия и патриаршия
| Име      | Управление                          | Забележка                           | Години      |
| -------- | ----------------------------------- | ----------------------------------- | ----------- |
| Мелетий  | 15 октомври 1872 – 11 февруари 1883 | подал оставка                       | 1832 – 1891 |
| Партений | 12 февруари 1892 – 20 юни 1918      | от велички е.                       | 1845 – 1918 |
| Стефан   | 23 март 1922 – 8 септември 1948     | от маркианополски е., подал оставка | 1878 – 1957 |
| Кирил    | 10 май 1953 – 7 март 1971 †         | от пловдивски м.                    | 1901 – 1971 |
| Максим   | 4 юли 1971 – 6 ноември 2012 †       | от ловчански м.                     | 1914 – 2012 |
| Неофит   | 24 февруари 2013 – 13 март 2024 †   | от русенски м.                      | 1945 – 2024 |
| Даниил   | 30 юни 2024 –                       | от видински м.                      | 1972 –      |

## Духовни околии
- Софийска духовна околия
- Самоковска духовна околия
- Ихтиманска духовна околия
- Дупнишка духовна околия
- Радомирска духовна околия
- Кюстендилска духовна околия
- Трънска духовна околия
- Годечка духовна околия

## Манастири
- Самоковски манастир „Покров на Пресвета Богородица“
- Ресиловски манастир „Покров на Пресвета Богородица“
- Драгалевски манастир „Успение на Пресвета Богородица“
- Руенски манастир „Св. Иван Рилски“
- Дървенишки манастир „Св. прор. Илия“
- Обрадовски манастир „Св. Мина“
- Бистришки манастир „Св. Петка“
- Бистришки манастир „Св. праотци Йоаким и Анна“
- Кремиковски манастир „Св. Георги“
- Орландовски манастир „Св. Три Светители“
- Владайски манастир „Св. Петка“
- Мърчаевски манастир „Св. Троица“
- Шумски манастир „Св. арх. Михаил“
- Кокалянски манастир „Св. арх. Михаил“
- Кладнишки манастир „Св. Николай“
- Батулийски манастир „Св. Николай“
- Клисурски манастир „Св. Петка“
- Долнолозенски манастир „Св. ап. Петър и Павел“
- Долнолозенски манастир „Свети Спас“
- Чепински манастир „Св. Три Светители“
- Дивотински манастир „Св. Троица“
- Годечки манастир „Св. Дух“
- Германски манастир „Св. Иван Рилски“
- Гранички манастир „Св. ап. ев. Лука“
- Гигински манастир „Св. св. безсребърници и чудотворци Козма и Дамян“
- Осеновлашки манастир „Седемте престола-Рождество Богородично“
- Костинбродски манастир „Св. арх. Михаил“
- Горнобогровски манастир „Св. Георги“
- Долнобогровски манастир „Св. ап. Петър и Павел“
- Панчаревски манастир „Св. Николай Летни“
- Билински манастир „Св. арх. Михаил“
- Букоровски манастир „Св. Георги“
- Балшенски манастир „Св. Теодор Стратилат“
- Илиянски манастир „Св. прор. Илия“
- Курилски манастир „Св. Йоан Рилски“
- Разбоишки манастир „Св. Богородица“
- Сапаревобански манастир „Св. архидякон Стефан“
- Чепърленски манастир „Св. Параскева“
- Челопеченски манастир „Св. Богородица“
- Елешнишки манастир „Св. Богородица“

## Храмове
- катедрален храм „Света Неделя“, София
- храм „Св. Андрей Първозвани“, – София
- храм „Св. архангел Михаил“, с. Бистрица
- храм „Св. Богородица“, кв. Подуяне, София
- храм „Св. вмчк Георги Победоносец“ (ротонда), София
- храм „Св. вмчк Георги Победоносец“, жк. Дървеница, София
- храм „Св. вмчк Георги Победоносец“, кв. Горубляне, София
- храм „Св. вмчк Димитър Солунски“, кв. Панчарево
- храм „Св. вмчк Георги Победоносец“, кв. Суходол, София
- храм „Св. вмчк Георги Победоносец“, с. Кокаляне
- храм „Св. вмчк Георги Победоносец“, София
- храм „Св. вмчк Пантелеймон“, кв. Бояна, София
- храм „Св. вмчкца Параскева“, София
- храм „Св. Възкресение Христово“, жк. „Красна поляна“, София
- храм „Св. Димитър“, жк. „Хаджи Димитър“, София
- храм „Св. Климент Охридски“, жк „Люлин 6“, София
- храм „Св. Мина“, кв. Лозенец,
- храм „Св. Мина“, кв. Модерно предградие, София
- храм „Св. Мина“, кв. Слатина, София
- храм „Св. Наум Охридски“, жк. „Дружба 1“, София
- храм „Св. Николай Мирликийски Чудотворец“, кв. Връбница, София
- храм „Св. Николай Мирликийски Чудотворец“, София
- храм „Св. Николай Мирликийски Чудотворец“, София – Руска православна църква
- храм „Св. Николай Софийски“, София
- храм „Св. Петка Самарджийска“, София
- храм „Св. Петка“, кв. Орландовци, София
- храм „Св. Петка Стара“, София
- храм „Св. Покров Богодоричен“, пл. „Руски паметник“, София
- храм „Св. Преображение Господне“, София
- храм „Св. Пророк Илия“, кв. Илиянци, София
- храм „Св. Пророк Илия“, кв. Княжево, София
- храм „Св. Рождество Богородично“, жк. „Лагера“, София
- храм „Св. Рождество Богородично“, кв. Филиповци, София
- храм „Св. св. апостоли Петър и Павел“, жк. Разсадника, София
- храм „Св. св. Кирил и Методий“, жк. „Бъкстон“, София
- храм „Св. св. Кирил и Методий“, София
- храм „Св. Седмочисленици“, София
- храм „Св. София“, София
- храм „Св. Трисвятители“, кв. Орландовци, София
- храм „Св. Троица“, кв. „Гео Милев“, София
- храм „Св. Троица“, кв. Драгалевци
- храм „Св. Троица“, бул. К. Величков, София
- храм „Св. Троица“, София – Румънска православна църква
- храм „Св. Успение Богородично“, Малашевски гробища, София
- храм „Св. Успение Богородично“, кв. Обеля, София
- храм „Св. Успение Богородично“, Централни гробища, София
- храм „Св. Успение Пресвета Богородица“, жк. „Хиподрума“, София
- храм „Св. Цар Борис I Покръстител“, жк. „Овча купел 2“, София